# Ciferrioxyphium
Ciferrioxyphium är ett släkte av svampar. Ciferrioxyphium ingår i familjen Capnodiaceae, ordningen Capnodiales, klassen Dothideomycetes, divisionen sporsäcksvampar och riket svampar.
|                 | Capnodium                                                                                   |
|                 |                                                                                             |
|                 | Polychaeton                                                                                 |
|                 |                                                                                             |
|                 | Polychaetella                                                                               |
|                 |                                                                                             |
|                 | Tripospermum                                                                                |
|                 |                                                                                             |
|                 | Trichomerium                                                                                |
|                 |                                                                                             |
|                 | Scolecoxyphium                                                                              |
|                 |                                                                                             |
|                 | Phaeoxyphiella                                                                              |
|                 |                                                                                             |
| Ciferrioxyphium | \| \| Ciferrioxyphium chaetomorphum \| \| \| \| \| \| Ciferrioxyphium giganteum \| \| \| \| |
|                 | \| \| Ciferrioxyphium chaetomorphum \| \| \| \| \| \| Ciferrioxyphium giganteum \| \| \| \| |
|                 | Ceramoclasteropsis                                                                          |
|                 |                                                                                             |
|                 | Callebaea                                                                                   |
|                 |                                                                                             |
|                 | Anopeltis                                                                                   |
|                 |                                                                                             |
|                 | Acanthorus                                                                                  |
|                 |                                                                                             |
|                 | Scoriadopsis                                                                                |
|                 |                                                                                             |
|                 | Apiosporium                                                                                 |
|                 |                                                                                             |
|                 | Capnophaeum                                                                                 |
|                 |                                                                                             |
|                 | Fumagospora                                                                                 |
|                 |                                                                                             |
|                 | Echinothecium                                                                               |
|                 |                                                                                             |
|                 | Leptoxyphium                                                                                |
|                 |                                                                                             |
|                 | Aithaloderma                                                                                |
|                 |                                                                                             |
|                 | Phragmocapnias                                                                              |
|                 |                                                                                             |
|                 | Scorias                                                                                     |
|                 |                                                                                             |
|                 | Hyaloscolecostroma                                                                          |
|                 |                                                                                             |
|                 | Limaciniaseta                                                                               |
|                 |                                                                                             |
|                 | Plurispermiopsis                                                                            |
|                 |                                                                                             |
|                 | Fumiglobus                                                                                  |
|                 |                                                                                             |
|                 | Ciferrioxyphium chaetomorphum                                                               |
|                 |                                                                                             |
|                 | Ciferrioxyphium giganteum                                                                   |
|                 |                                                                                             |

|  | Ciferrioxyphium chaetomorphum |
|  |                               |
|  | Ciferrioxyphium giganteum     |
|  |                               |